# Conducere saltatorie
Conducerea saltatorie este o modalitate de propagare a impulsului nervos prin nodurile Ranvier unde izolația electrică neuronală datorată tecii de mielină se intrerupe permițând astfel creșterea vitezei de propagare. 
Fenomenul a fost descoperit de Ichiji Tasaki și Andrew Huxley.